# موزه دولتی فرهنگ موسیقی آذربایجان
موزه دولتی فرهنگ موسیقی آذربایجان (به ترکی آذربایجانی: Azərbaycan Musiqi Mədəniyyəti Dövlət Muzeyi) در سال ۱۹۶۷ به تأسیس رسیده‌است.

## دربارهٔ موزه
مخزن موزه واجد نزدیک به ۳۵ هزار اشیای نمایشی می‌باشد. از جمله آنها می‌توان به سازهای ملی آذربایجانی همچون؛ تار، کمانچه، ساز، دف، نقاره، سرنا، نی، و نیز به سازهای متفاوت به‌لحاظ ویژگی‌های خود نظیر؛ گرامافون، پاتفون و غیره … و همچنین به دست‌نوشته‌های نت عزیر حاجی‌بیگف، بنیان‌گذار هنر موسیقی حرفه‌ای آذربایجانی و آهنگسازان برجسته «قارا قارایف» و «فکرت امیروف» و نیز به وسایل شخصی موسیقیدانان، پسترها، برنامه‌ها، عکس‌ها، نمونه‌های هنر کاربردی، نت‌ها، کتاب‌ها و غیره … اشاره نمود.
تمام این‌ها از نمونه‌های ارزنده موسیقی آذربایجانی می‌باشد. شعب موزه به شرح ذیل است:
- نمایشگاه دائمی سازهای مردم
- موزه خانگی نیازی
- موزه خانگی واقف مصطفی‌زاده

یک گروه موسیقی سازهای ملی باستانی که متشکل از ۱۴ نفر است، تحت موزه فعالیت دارد. منحصر به فرد بودن این گروه موسیقی در این نقطه نهفته‌است که، موسیقیدانان آن با استفاده از سازهایی که، در دوران باستان در سرزمین‌های آذربایجان رایج و مورد استفاده بوده و به تدریج فرسوده و از بهره‌برداری خارج شده و بعداً از سوی «م. کریموف»، کارمند موزه و رهبر گروه موسیقی مزبور، احیاء گریده‌اند، موسیقی قرن ۱۴ و نیز موسیقی سنتی آذربایجانی را می‌نوازند.